# Ormiscodes hoegei
Ormiscodes hoegei är en fjärilsart som beskrevs av Druce 1886. Ormiscodes hoegei ingår i släktet Ormiscodes och familjen påfågelsspinnare. Inga underarter finns listade i Catalogue of Life.